# Triplophos hemingi
Triplophos hemingi är en fiskart som först beskrevs av Mcardle, 1901.  Triplophos hemingi ingår i släktet Triplophos och familjen Gonostomatidae. Inga underarter finns listade i Catalogue of Life.